# Márcio Luiz Silva Lopes Santos Souza
Márcio Luiz Silva Lopes Santos Souza, mais conhecido como Márcio (Aracaju, 24 de janeiro de 1981), é um ex-futebolista brasileiro que atuava como goleiro. É conhecido por ser um dos maiores goleiros-artilheiros da história do futebol mundial, com 43 gols feitos, além de ser o 2° brasileiro no quesito, atrás apenas de Rogério Ceni.

## Carreira

### Bahia
Começou sua carreira no Bahia. Em 2002, fez sua primeira partida pelo time profissional. Neste ano foi reserva do goleiro Emerson, que acabou não deixando espaço para seu goleiro reserva atuar.
Virou titular ao final do Campeonato Baiano de 2004, apesar de Emerson ainda estar no esquadrão. Fez uma excelente campanha na Série B de 2004, quando o Bahia por muito pouco não subiu. A partir daí, virou ídolo da torcida tricolor.
Em 2005, foi novamente titular, valendo-se da contusão do companheiro Emerson. Quando seu colega voltou a jogar, na metade da Série B, Márcio saiu do time titular.

### Fortaleza
Em 2006, foi vendido ao Fortaleza, onde fez apenas 2 partidas.

### Atlético Goianiense
Em 2007, foi vendido ao Atlético Goianiense, e lá, nunca mais saiu da camisa 1. Em 2008, fez seu primeiro gol, o primeiro de um goleiro na história do Atlético. O fato ocorreu na partida contra o Grêmio, pela Copa do Brasil. A decisão da vaga foi para os pênaltis, em que Márcio realizou duas defesas e ainda converteu uma, classificando o time goiano para a próxima fase. No Dragão conquistou por quatro vezes o Campeonato Goiano (2007, 2010, 2011 e 2014), sendo o jogador que mais conquistou campeonatos goianos pelo Atlético Goianiense. Além de conquistar a Série C de 2008 e o 4º lugar na Série B de 2009, alcançado o acesso à Série A depois de 24 anos. Além disso, foi semifinalista da Copa do Brasil de 2010. 
Na Série A de 2011, depois de 14 anos superou o maior goleiro artilheiro da história, Rogério Ceni do São Paulo na artilharia, ficando 3 contra 2 gols, respectivamente, graças a um belo gol de falta, na última rodada, na goleada por 5–1 diante do América Mineiro. Algo inédito na história do Dragão. No ano anterior levou gol de Rogério Ceni durante partida, ocorrida no dia 28 de Novembro, que terminou empatada em 1–1.. No dia 26 de fevereiro de 2012, Márcio completou 300 jogos pelo Atlético Goianiense. Em julho de 2012, marcou gol na equipe de Rogério Ceni. O Atlético venceu o São Paulo, em Goiânia, por 4x3. Nessa vitória, uma façanha Márcio conseguiu, apesar de sua equipe ter sido rebaixada antes de o brasileirão 2012 terminar. No confronto Atlético-GO x São Paulo, com os goleiros-artilheiros no "duelo", apesar de um fazer gol em 2011 e outro em 2012, o tricolor paulista apenas evitou a derrota com o gol de RC no Dragão, terminando no empate de  1x1, e quando Márcio "deu o troco" o Atlético de Goiás venceu.
Fez o gol da vitória do time de virada contra o Santos por 2–1 no dia 10 de novembro .Na última rodada do campeonato brasileiro, Márcio sofreu um gol após falha do zagueiro Gustavo e seu time já rebaixado perdeu em casa por 1–0 para o Bahia com gol de Rafael em 2 de dezembro.
No dia 14 de outubro de 2014, Márcio completou 450 jogos diante do Avaí, onde o "Dragão" venceu por 2–0.
No dia 18 de setembro de 2015, Marcio completou 500 jogos pelo Atlético Goianiense, em uma partida contra o América Mineiro, onde a partida terminou de 1–1.
Anunciou sua saída do Atlético em uma coletiva no dia 26 de julho de 2016, após quase 10 anos vestindo a camisa do Dragão. Ao todo, foram 532 jogos, sendo o recordista no quesito pelo clube e 37 gols marcados, além de 5 títulos conquistados: Série C de 2008 e Campeonatos Goianos de 2007, 2010, 2011 e 2014.

### Goiás
No dia 26 de julho de 2016, após 10 anos no Atlético, Márcio foi anunciado como o goleiro do rival Goiás com contrato até dezembro de 2017.

### Ipatinga
Em 6 de fevereiro de 2018, Márcio foi anunciado pelo Ipatinga, com contrato firmado até o fim da temporada.

### Goiânia
Em 9 de maio de 2018, Márcio foi anunciado pelo Goiânia, sendo contratado pelo clube alvinegro visando a disputa do Campeonato Goiano da Segunda divisão. Disputou as 14 partidas do campeonato e marcou 1 gol, na vitória fora de casa contra a Jataiense por 2–1 após pegar rebote de pênalti.
Ao final do campeonato, o Goiânia terminou a competição na terceira colocação, garantindo o acesso à Primeira Divisão Goiana após 11 anos.
Retornou ao clube para disputar o Campeonato Goiano de 2019. Fez um gol no empate de 1 a 1 contra o Goianésia, no jogo de ida das quartas de final do Campeonato Goiano.

### Aposentadoria
Em 14 de junho de 2019, Márcio anunciou oficialmente a sua aposentadoria do futebol, aos 38 anos.

## Títulos
Bahia
- Campeonato Baiano: 2001
- Copa do Nordeste: 2002

Atlético Goianiense
- Campeonato Goiano: 2007, 2010, 2011, 2014
- Campeonato Brasileiro - Série C: 2008
- Copa do Brasil - Semifinalista: 2010
- Campeonato Brasileiro - Série B: 2016

Goiás
- Campeonato Goiano: 2017